# Sander van Opzeeland
Sander van Opzeeland (29 april 1969) is een Nederlands cabaretier en tekstschrijver.
Vanaf 1997 is Van Opzeeland lid van de Comedytrain en in 2001 begon hij met zijn eigen show Had ik dit maar tien jaar geleden gedaan, toen was ik nog hip, een programma met vooral zelf geschreven liedjes. 
Daarnaast levert Van Opzeeland teksten voor televisieprogramma's als Kopspijkers met Jack Spijkerman, Dit was het nieuws en het satirische Koefnoen met Owen Schumacher en Paul Groot. Op het scherm was hij te zien in Comedy Live en in de Nederlandse versie van The Daily Show.
Vanaf oktober 2020 tot april 2022 was Sander van Opzeeland de presentator van de Knorrepodcast waarbij Martijn Koning de rol van sidekick vervulde. In de podcast bespraken zij wekelijks de actualiteit en probeerden nieuw comedymateriaal uit.

## Cabaretprogramma's
- 1998-1999: Op eigen risico (met Jan Jaap van der Wal en Nico van der Knaap)
- 2001-2002: "Had ik dit maar tien jaar geleden gedaan, toen was ik nog hip"
- 2004-2005: "Menschen die iez mein kansch"
- 2006-2007: 1h27 min
- 2012-2013: I'm Back
- 2014-2015: Kunst met een grote K
- 2016-2017: Laten we het in godsnaam gezellig houden
- 2020- Het beste van allemaal